# إميل كريستنسن (لاعب هوكي الجليد)
إميل كريستنسن هو لاعب هوكي الجليد دنماركي، ولد في 20 سبتمبر 1992 في هرنينغ في الدنمارك.

## وصلات خارجية
- إميل كريستنسن على موقع EliteProspects.com (الإنجليزية)
- إميل كريستنسن على موقع Eurohockey.com (الإنجليزية)
- إميل كريستنسن على موقع HockeyDB.com (الإنجليزية)
- إميل كريستنسن على موقع اللجنة الأولمبية الدولية (الإنجليزية)
- إميل كريستنسن على موقع أوليمبيديا (الإنجليزية)